# Distretto di Sexi
Il distretto di Sexi è uno degli undici distretti  della provincia di Santa Cruz, in Perù. Si trova nella regione di Cajamarca e si estende su una superficie di 192,87 chilometri quadrati.

Istituito il 18 settembre 1942, ha per capitale la città di Sexi; al censimento 2005 contava .450 abitanti.